# Bdellamaris eptatreti
Bdellamaris eptatreti är en ringmaskart som beskrevs av Richardson 1953. Bdellamaris eptatreti ingår i släktet Bdellamaris och familjen fiskiglar. Inga underarter finns listade i Catalogue of Life.